# Premio Internacional de Crítica Literaria Amado Alonso
El Premio Internacional de Crítica Literaria "Amado Alonso" es un premio de investigación y crítica literaria otorgado por la Fundación Amado Alonso en Lerín, Navarra, España. Fue creado, en 2001, en honor al profesor y crítico literario Amado Alonso con el objetivo de promocionar y editar obras de otros autores, así como homenajear al investigador navarro. El premio está dotado con 5000 euros y la edición de la obra premiada por Editorial Pre-Textos.

## Bases del Premio
1. Podrán concurrir todas las personas, cualquiera que sea su nacionalidad, siempre que sus obras se presenten escritas en español.
2. Se otorgará un premio, indivisible, dotado con 5.000 euros. El libro se publicará en la Editorial Pre-Textos.
3. Los trabajos deberán ser inéditos y no haber obtenido ningún premio en concurso previamente fallado, y no podrán ser traducción ni adaptación de otras obras. Serán de temática libre y con una extensión mínima de 800.000 caracteres.
4. Se presentarán los originales por quintuplicado y en ejemplares separados, en tamaño folio u holandesa, numerados, mecanografiados por una sola cara, y debidamente grapados, cosidos o encuadernados, bajo un Título y acompañados de Plica, en la que se hará constar el nombre, apellidos, nacionalidad, domicilio y teléfono del autor.
5. No podrán presentarse obras de autores fallecidos antes de anunciarse la Convocatoria.
6. El plazo improrrogable de recepción terminará el 15 de enero del año correspondiente.
7. Las obras presentadas serán sometidas al examen de una Comisión Lectora que propondrá al Jurado aquellas obras que por su calidad merezcan especial consideración en orden al fallo final.
8. El Jurado estará compuesto por cinco miembros y un Secretario, con voz, pero sin voto, que será el de la Corporación o funcionario en quien delegue. Dichos miembros serán personalidades de las letras hispánicas y su identidad se mantendrá en secreto, hasta la emisión del fallo.
9. El Jurado podrá declarar desierto el premio, en cuyo caso su cuantía no será acumulable a la convocatoria siguiente.
10. El fallo del Jurado será inapelable.
11. Los trabajos que no se premien no serán devueltos y serán destruidos a los 10 días siguientes al fallo.
12. El hecho de participar en este Certamen implica la total aceptación y conformidad con estas Bases.

## Ganadores
Lista de los ganadores del premio, junto al nombre de obra. 
| Edición | Año  | Premiado                       | Obra ganadora                                                                                   |
| ------- | ---- | ------------------------------ | ----------------------------------------------------------------------------------------------- |
| I       | 2002 | María Isabel López Martínez    | Los clásicos de los siglos de Oro y la inspiración poética                                      |
| II      | 2003 | Gloria Estela González Zenteno | Resistencia y emancipación cultural en Monterroso                                               |
| III     | 2004 | Ángel Pérez Martínez           | El Buen Juicio en el Quijote. Un estudio sobre la idea de la prudencia en los Siglos de Oro.    |
| IV      | 2005 | Miguel Zugasti Zugasti         | La alegoría de América en el barroco hispánico: del arte efímero al teatro.                     |
| V       | 2006 | Josep Maria Rodríguez          | Hana o la flor del cerezo.                                                                      |
| VI      | 2007 | Alberto Santamaría Fernández   | El poema envenenado. Tentativas sobre estética y poética.[1]                                    |
| VIII    | 2009 | Magda Beatriz Lahoz            | Deseo y censura en la narrativa de Juan José Hernández.                                         |
| IX      | 2010 | Alejandro Bekes                | Lo intraducible. Ensayos sobre poesía y traducción.[2]                                          |
| X       | 2011 | Mario Martín Gijón             | La patria imaginada de Máximo José Kahn. La obra de un escritor de tres exilios.[3]             |
| XI      | 2012 | Toni Montesinos Gilbert        | El éxito y la rabia. Lecturas emparejadas de narrativa estadounidense.[4]                       |
| XII     | 2014 | Gabriel Insausti               | Tierra de nadie. La literatura inglesa y la Gran Guerra.[5]                                     |
| XIII    | 2015 | Walter Cassara                 | Conversaciones en la intemperie.[6]                                                             |
| XIV     | 2016 | Álex Matas Pons                | En falso. Una crítica literaria de la cultura del siglo XX.[7]                                  |
| XV      | 2017 | Míriam Moreno Aguirre          | Otra modernidad. Estudios sobre la obra de Ramón Gaya.[8]                                       |
| XVI     | 2018 | Marco Perilli                  | Dante.[9]                                                                                       |
| XVII    | 2019 | Cristian Crusat                | “La huida biográfica (Nuevas formas de la biografía, nuevas representaciones del artista)”.[10] |
| XVIII   | 2020 | Roberto Echavarren             | "El pensamiento chino".[11]                                                                     |